# Камбала-ёрш
Камбала-ёрш, или атлантическая палтусовидная камбала (лат. Hippoglossoides platessoides) — вид донных морских рыб из семейства камбаловых (Pleuronectidae). Распространена в северных водах Атлантического океана, в том числе в Баренцевом море. 

## Описание
Камбала-ёрш имеет типичное для камбаловых рыб сплющенное тело с асимметрично расположенными глазами на правой стороне.  Максимальная зафиксированная длина 82,6 см, масса 6,4 кг. Североамериканские особи характеризуются большими размерами по сравнению с европейскими. У камбалы большой рот, округлый хвост, боковая линия почти прямая, или с небольшим изгибом над основанием грудного плавника. Глазная сторона взрослой камбалы серовато-коричневая с неясными тёмными пятнами, покрыта мелкой ктеноидной чешуёй, а слепая — белая, покрыта циклоидной чешуёй. Спинной плавник начинается над верхним глазом.

## Ареал и среда обитания
Есть два подвида, обитающие в различных частях Атлантики: 
- H. p. platessoides (западноатлантическая палтусовидная камбала[3]) — в северо-западной Атлантике, она встречается от Гренландии и Лабрадора до Род-Айленда, вдоль Атлантического побережья Северной Америки по всему заливу Мэн и отмели Джорджес, вдоль континентального шельфа от южного Лабрадора до Род-Айленда в относительно глубоких водах.
- H. p. limandoides (европейская палтусовидная камбала[3]) — в северо-восточной Атлантике, от Мурманска (Баренцево и Белое море) до Ла-Манша, Ирландии и Исландии, редко попадая в Балтийское море.

Обитает на мягком дне на глубине от 10 до 3000 м, но в основном взрослые особи наиболее многочисленны на глубине от 90 м до 250 м при температуре воды у дна от −0,5 до +2,5 °C. Предпочитает песчаное или илистое дно, где может зарываться для маскировки. Молодь обитает на более мелких участках, чем взрослые особи.

## Образ жизни и питание
Морская донная рыба. Молодь питается донными беспозвоночными, такими как ракообразные, амфиподы, мизиды, креветки. Взрослые особи переходят на питание офиурами, моллюсками и рыбами (молодь пикши, трески, морского окуня; сайка и навага (Eleginus nawaga).
Максимальная продолжительность жизни 30 лет. 

### Размножение
Большинство особей становятся половозрелыми к трём годам. Камбалы мечут икру и оплодотворяют икру около дна океана. Оплодотворенные икринки плавают и в конечном итоге вылупляются около поверхности океана. В заливе Мэн пик нереста приходится на апрель и май.

## Охранный статус
Согласно данным правительства США на 2022 год популяция вида, не подвергается чрезмерному вылову и восстановилась до целевого уровня популяции.

## Использование
Является объектом промышленного рыбного промысла. Общий вылов в1990-е годы достигал 46,5 тыс. т. Обладает высокими вкусовыми качествами. Заготавливается в мороженом, солёном, вяленом и копчёном виде.